# ماريا جين مكينتوش
ماريا جين مكينتوش (بالإنجليزية: Maria Jane McIntosh)‏ (1803 - 25 فبراير 1878)؛ كاتِبة مُتخصِّصة في أدب الأطفال وروائية أمريكية.